# Luis Bárcenas

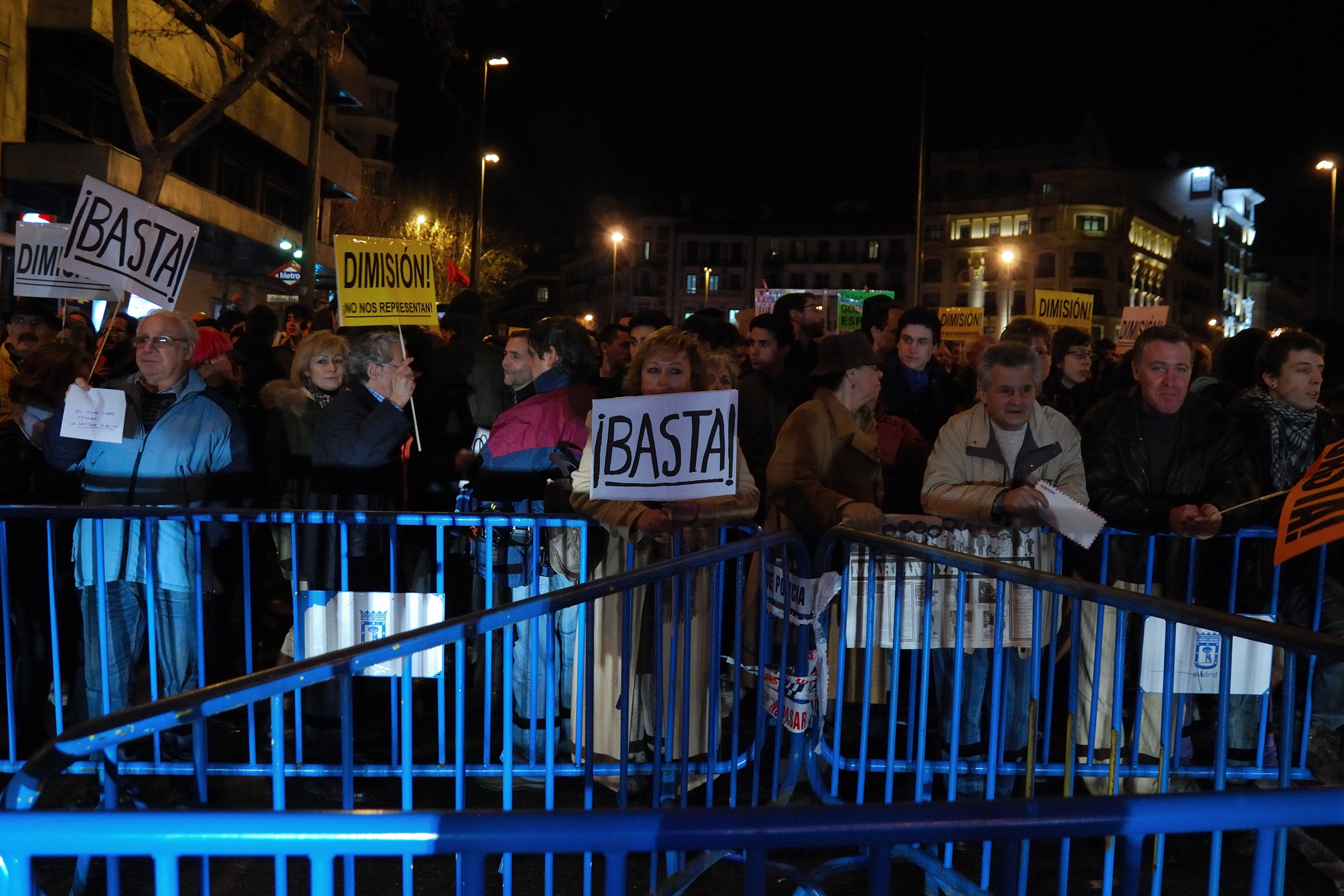
Rassemblement spontané devant le siège du Parti Populaire espagnol en protestation contre l'Affaire Bárcenas, le 2 février 2013

José Luis Bárcenas Gutiérrez, né le 22 août 1957 à Huelva, est un homme politique espagnol, ancien membre du Parti Populaire. Il a été trésorier du parti jusqu'en 2009. En 2013, le quotidien El País a mis au jour une comptabilité parallèle : selon des documents comptables manuscrits de Bárcenas publiés par le quotidien, de nombreux cadres du parti dont Mariano Rajoy, le chef du gouvernement espagnol, auraient reçu secrètement et en liquide de l'argent provenant principalement de donations illégales d'entreprises de constructions.

## Accusations de corruption
En 2009, le juge Baltasar Garzón ordonne la détention provisoire de Bárcenas et Francisco Correa Sánchez dans le cadre de l'affaire Gürtel. Le 3 mai 2013, la Radio télévision suisse fait état d’un dossier pénal international inculpant Luis Bárcenas de soupçons de blanchiment d'argent via la création d’une structure offshore transitant respectivement par différents établissements financiers, dont la fiduciaire Favona SA, la banque Lombard Odier ou encore la Dresdner Bank à Genève et Lugano. L'enquête porte également sur l'existence potentielle d'une caisse noire du Partido Popular (parti de droite) actuellement au pouvoir en Espagne. Les avoirs concernés se chiffreraient à environ 30 millions d'euros, impliquant notamment une série de versements effectués directement en liquide « pour un montant total dépassant les 2 millions d'euros entre 2002 et 2005 ». Le parquet genevois est saisi de l’affaire et confirme l'ouverture d'une enquête au niveau national.
Le gouvernement de Mariano Rajoy autorise en 2013 l'opération Kitchen, qui consistait à faire espionner Luis Bárcenas, et à rechercher et détruire les preuves impliquant la direction du PP dans une affaire de financement illégal du parti.